# オナガキジ

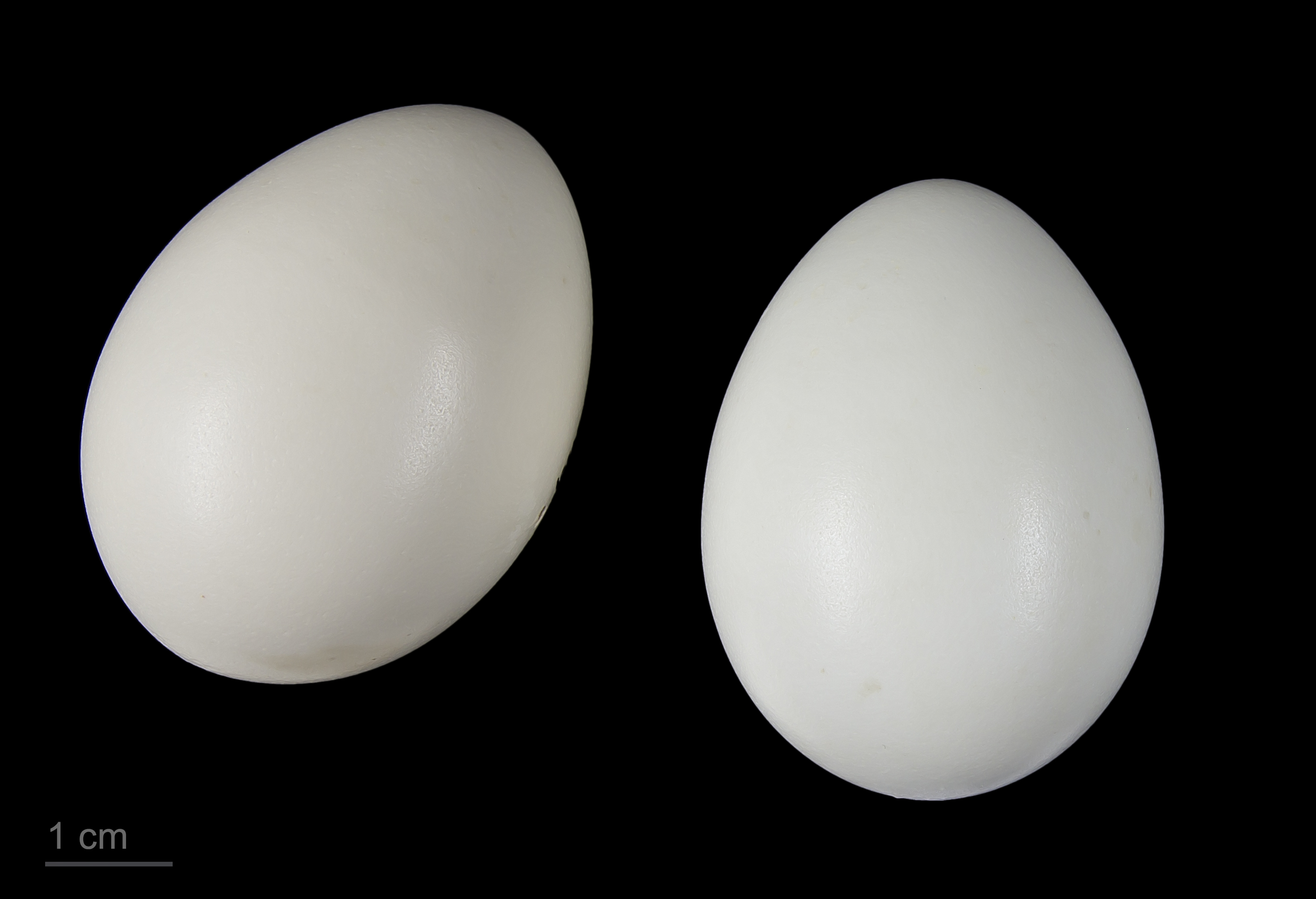
Syrmaticus reevesii

オナガキジ（尾長雉、Syrmaticus reevesii）は、キジ目キジ科ヤマドリ属に分類される鳥類。

## 分布
中華人民共和国の中部から北部

## 形態
全長オス210cm、メス75-76cm。翼長オス27.5-30cm、メス23.5-25cm。体重オス1.5kg、メス0.9kgとヤマドリ属最大種。尾羽は長い。
虹彩は褐色。後肢の色彩は灰褐色。
卵は長径4.6cm、短径3.7cm。卵を覆う殻は緑褐色や淡黄色。
オスは頭部や頸部が白、胴体が羽毛の外縁（羽縁）が黒い淡褐色の羽毛で被われる。体側面は羽縁が赤褐色の白い羽毛で被われる。額から眼を通り後頭へ続く黒い筋模様（過眼線）と、頸部に黒い帯模様が入る。尾羽の長さは100-160cmで、尾羽の色彩は白く黒い横縞が入る。眼上部と後部に羽毛がなく、わずかに赤い皮膚が露出する。嘴の色彩は緑がかった象牙色。メスは胴体は羽毛の軸に沿って白い斑紋（軸斑）と黒い斑点が入った暗赤色の羽毛で被われる。頭頂を覆う羽毛や過眼線は褐色、眼上部の眉状の斑紋（眉斑）は淡褐色みを帯びた白や黄褐色。嘴基部から頸部にかけて入る斑紋（顎線）は黄褐色。眼の周辺には皮膚が露出しない。嘴の色彩は灰褐色みを帯びた象牙色。

## 生態
標高300-1,800mの下生えに丈の長い草本が茂った森林に生息する。非繁殖期には家族群を形成して生活する。素早く飛翔し、静止する際には尾羽を広げる。
食性は植物食傾向の強い雑食で、植物の葉、根、果実、種子、昆虫などを食べる。
繁殖形態は卵生。4-5月に低木の根元や笹や草の茂みの中で、1回に7-14個の卵を産む。抱卵期間は25日。

## 人間との関係
オスの尾羽が装飾用、特に宗教儀式に用いられることもある。
開発による生息地の破壊、羽毛目的の乱獲などにより生息数は減少している。

## 画像

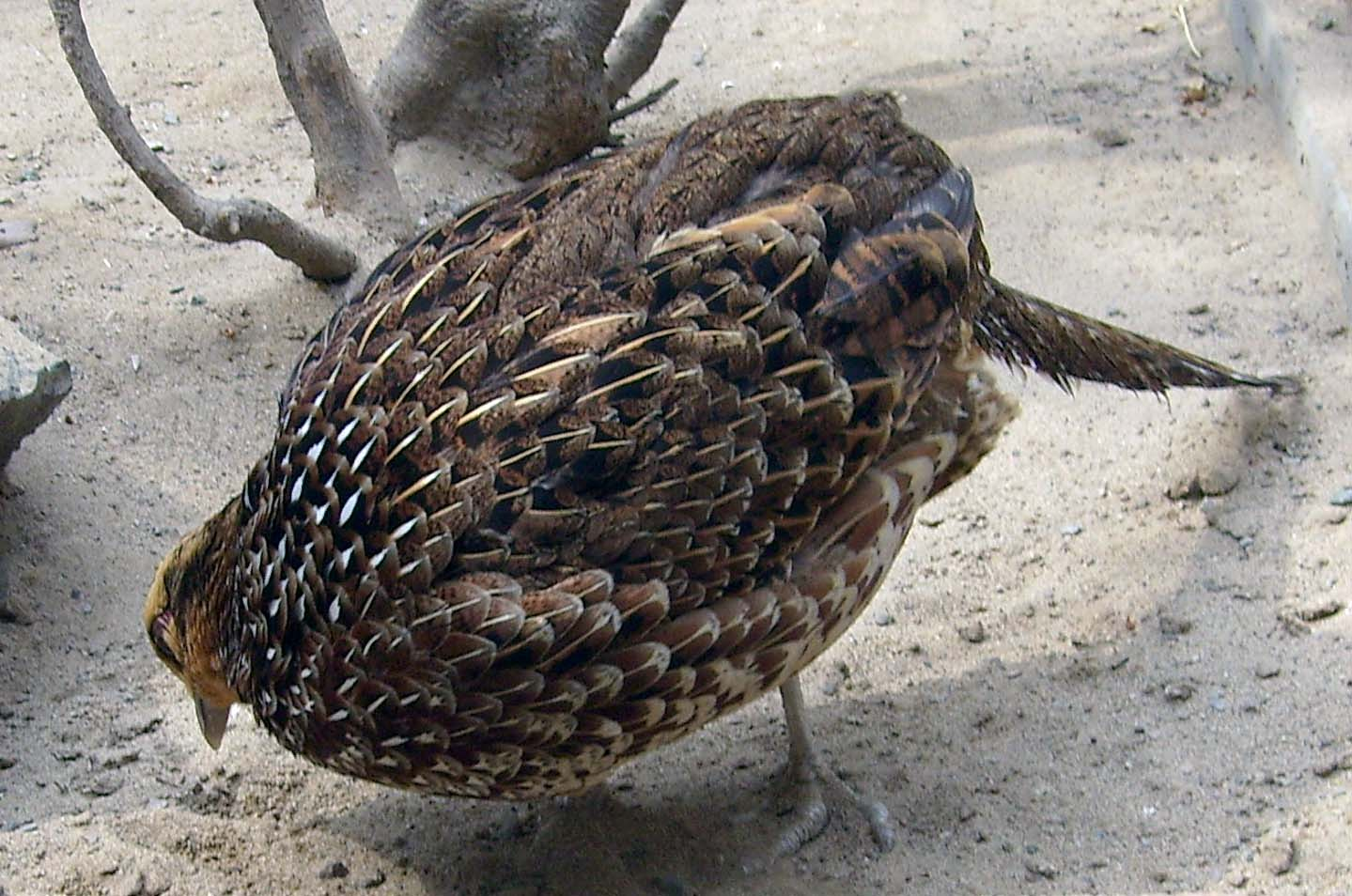
メス